# بازی‌های مدیترانه ۱۹۸۳
بازی‌های مدیترانه ۱۹۸۳ (انگلیسی: 1983 Mediterranean Games) نهمین دوره مسابقات بازی‌های مدیترانه است که از ۳ تا ۱۷ سپتامبر ۱۹۸۳ در کازابلانکا، مراکش برگزار شده است. این بازی‌ها با حضور ۲٬۱۹۲ ورزشکار از ۱۶ کشور انجام شده است.

## ورزش‌ها
- دو و میدانی  (جزئیات)
- بسکتبال  (جزئیات)
- بوکس  (جزئیات)
- دوچرخه‌سواری  (جزئیات)
- شیرجه  (جزئیات)
- سوارکاری  (جزئیات)
- شمشیربازی  (جزئیات)
- فوتبال  (جزئیات)
- گلف  (جزئیات)  (ورزش غیررسمی)
- ژیمناستیک  (جزئیات)
- هندبال  (جزئیات)
- جودو  (جزئیات)
- راگبی ۱۵ نفره  (جزئیات)
- قایقرانی بادبانی  (جزئیات)
- شمشیربازی  (جزئیات)
- تنیس  (جزئیات)
- والیبال  (جزئیات)
- واترپلو  (جزئیات)
- وزنه‌برداری  (جزئیات)
- کشتی  (جزئیات)

## کشورهای شرکت‌کننده
- الجزایر (172)
- قبرس (6)
- مصر (189)
- فرانسه (233)
- یونان (198)
- ایتالیا (274)
- لبنان (34)
- لیبی (63)
- مالت (31)
- موناکو (8)
- مراکش (251)
- اسپانیا (184)
- سوریه (49)
- تونس (99)
- ترکیه (190)
- یوگسلاوی (211)

## جدول مدال‌ها
*   کشور میزبان ( مراکش)
| رتبه            | کشور            | طلا | نقره | برنز | مجموع |
| --------------- | --------------- | --- | ---- | ---- | ----- |
| ۱               | ایتالیا         | ۵۳  | ۴۳   | ۴۶   | ۱۴۲   |
| ۲               | فرانسه          | ۳۲  | ۳۹   | ۲۶   | ۹۷    |
| ۳               | اسپانیا         | ۱۷  | ۲۰   | ۲۷   | ۶۴    |
| ۴               | یوگسلاوی        | ۱۶  | ۱۸   | ۱۹   | ۵۳    |
| ۵               | ترکیه           | ۱۲  | ۵    | ۱۴   | ۳۱    |
| ۶               | یونان           | ۱۱  | ۱۰   | ۱۳   | ۳۴    |
| ۷               | مراکش*          | ۸   | ۵    | ۷    | ۲۰    |
| ۸               | الجزایر         | ۴   | ۳    | ۷    | ۱۴    |
| ۹               | تونس            | ۴   | ۱    | ۴    | ۹     |
| ۱۰              | مصر             | ۱   | ۹    | ۱۲   | ۲۲    |
| ۱۱              | لبنان           | ۱   | ۲    | ۰    | ۳     |
| ۱۲              | سوریه           | ۰   | ۳    | ۲    | ۵     |
| مجموع (۱۲ کشور) | مجموع (۱۲ کشور) | ۱۵۹ | ۱۵۸  | ۱۷۷  | ۴۹۴   |